# Гоменюк Володимир Михайлович
Володи́мир Миха́йлович Гоменю́к (нар. 19 липня 1985, с. Бокійма, Рівненська область, УРСР, СРСР) — колишній український футболіст, нападник, гравець національної збірної України. Після завершення кар'єри футболіста — футбольний тренер.

## Біографія
Розпочав футбольну кар'єру в сезоні 2003/04 виступами за друголігову команду «Іква» з рідного районного центру Млинів.
Наступного ж сезону перейшов до представника вищої ліги — сімферопольської «Таврії», дебютувавши в елітному дивізіоні 30 квітня 2005 року у матчі проти «Чорноморець» (2:2).
З сезону 2005/06 Володимир став стабільним гравцем основи, а незабаром навіть отримав капітанську пов'язку.
У сезоні 2007/08 з 14 м'ячами став найкращим бомбардиром команди у чемпіонаті.
У сезоні 2008/09 дебютував у єврокубках, провівши за «Таврію» чотири матчі у Кубку Інтертото, в яких навіть відзначився одним голом у ворота молдавського «Тирасполя». Всього провів у кримській команді чотири з половиною сезони, зіграв понад 90 матчів та забив 27 голів.

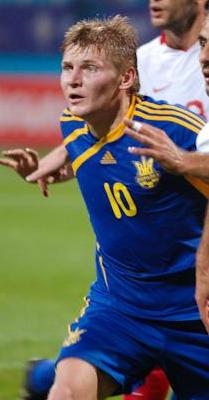
Володимир Гоменюк під час виступів за збірну. 12 серпня 2009 року.

У січні 2009 року перейшов до дніпропетровського «Дніпра», де провів наступних два з половиною роки, проте забивав досить рідко, через що не зміг стати основним форвардом команди.
18 липня 2011 року був відданий в оренду до київського «Арсеналу», але вже 31 серпня став повноцінним гравцем «канонірів», підписавши трирічний контракт з клубом. В київському клубі був одним із основних нападників, проте забивав також не дуже часто.
2 вересня 2013 року, в останній день трансферного вікна, перейшов на правах оренди до кінця сезону в харківський «Металіст». В команді мав замінити Хонатана Крістальдо, який перед тим залишив клуб.
9 липня 2015 року з'явилась інформація, що Володимир Гоменюк продовжить кар'єру в об'єднаній команді донецького «Металурга» та дніпродзержинської «Сталі».
Деб'ютував за новий клуб у матчі першого туру чемпіонату України з футболу проти київського «Динамо», та відіграв 73 хвилини. Матч закінчився перемогою «Динамо» — 2:1. 24 січня 2016 року стало відомо, що Володимир покинув дніпродзержинський клуб.
У березні 2016 року у віці 30 років оголосив про завершення ігрової кар'єри.

### Збірна
Виступи за національну збірну України розпочав 1 червня 2008 року товариським матчем зі збірною Швеції (1:0). Всього протягом 2008—2009 років провів за національну збірну 8 поєдинків, після чого перестав викликатись до збірної.
Наступного разу він був викликаний до збірної у лютому 2013 року Михайлом Фоменко на матчі відбору до ЧС-2014 року проти збірних Польщі та Молдови, проте в жодному з них Володимир на поле так і не з'явився. Влітку того ж року Фоменко знову викликав форварда на товариський матч проти збірної Камеруну 2 червня та зустріч в рамках кваліфікації на чемпіонат світу 2014 проти Чорногорії 7 червня, але Гоменюк знову залишився в запасі.

## Тренерська кар'єра
У 2018 році двічі призначався на посаду тренера ФК «Верес».
Вперше був призначений головним тренером рівненського клубу 6 квітня, але був звільнений від виконання обов'язків вже 14 травня. 14 червня знову став головним тренером команди, проте й цього разу працював недовго. 7 серпня 2018 року Гоменюка звільнили з посади, а на його місце призначили Олега Шандрука.